# Prajila
Prajila è un comune della Moldavia situato nel distretto di Florești di 3.384 abitanti al censimento del 2004

## Località
Il comune è formato dall'insieme delle seguenti località (popolazione 2004):
- Prajila (2.907 abitanti)
- Antonovca (81 abitanti)
- Frunzești (66 abitanti)
- Mihailovca (330 abitanti)